# Анархокомунизам
Анархокомунизам или анархични комунизам познат и као слободарски комунизам, је друштвено уређење лишено свих облика репресије и власти човека над човеком које се одржава кроз заједнице (комуне). У таквом уређењу постоји друштво равноправних слободних појединаца и колектива који функционишу по принципу „сваком према потребама, свако према могућностима”, који се заснива на концепту самоуправљања. То самоуправљање, за разлику од (државно) социјалистичког режима, није стављено у контекст државне и партијске контроле. Анархокомунисти се залажу против „диктатуре пролетаријата”, која је присутна у социјализму, и сматрају да она не води ка циљу — комунизму — већ ка стварању нове „црвене буржоазије”.

## Поправне мере
У слободарском комунизму не постоје друге поправне мере осим превентивне медицине и педагогије. Ако неки појединац, жртва патолошких појава, наруши склад који мора владати међу члановима друштва, биће посвећена брига тој његовој неуравнотежености, а истовремено ће код њега бити подстакнут осећај етике и друштвене одговорности.